# Tweesecondenregel
De tweesecondenregel is een vuistregel voor de door de Nederlandse politie aanbevolen afstand tussen voertuigen in het verkeer. De regel zegt dat er idealiter twee seconden tijd verstrijkt tussen het passeren van een bepaald punt door een voertuig en het voertuig daarna. Deze regel dient er vooral voor om kop-staartbotsingen te voorkomen. De regel is verder zo geformuleerd dat ze makkelijk te onthouden is en dat ook al rijdend makkelijk te controleren is of men aan de regel voldoet.
In de praktijk rijden auto's op de drukke Nederlandse en Belgische autosnelwegen veel dichter op elkaar.
| km/u | 3   | 5   | 10  | 20   | 30   | 40   | 50   | 60   | 70   | 80   | 90   | 100  | 110  | 120  | 130  |
| m/2s | 1,7 | 2,8 | 5,6 | 11,1 | 16,7 | 22,2 | 27,8 | 33,3 | 38,9 | 44,4 | 50,0 | 55,6 | 61,1 | 66,7 | 72,2 |